# Список депутатов Верховного Совета Казахской ССР I созыва
Депутаты Верховного Совета Казахской ССР I созыва (1938—1946). Избраны на выборах Верховного Совета Казахской ССР 24 июня 1938 года и функционировал до 1946 года. Список на момент избрания 24 июня 1938 года.

## Город Алма-Ата
1. Сталин, Иосиф Виссарионович — Сталинский избирательный округ
2. Каганович, Лазарь Моисеевич — Кагановический избирательный округ
3. Маматов, Артыкбай — Привокзальный избирательный округ № 1
4. Скворцов, Николай Александрович (партийный деятель) — Ленинский избирательный округ № 2
5. Коршунов, Фёдор Михайлович — Бурундайский избирательный округ № 3
6. Умаров, Мамырбай — Железнодорожный избирательный округ № 4
7. Реденс, Станислав Францевич — Дзержинский избирательный округ № 7
8. Ермолаев, Владимир Георгиевич — Кировский избирательный округ № 8
9. Байсеитова, Куляш — Тастакский избирательный округ № 9
10. Жолмурзаев, Искак — Пушкинский избирательный округ № 10
11. Ибраев, Хайрулла — Фрунзенский избирательный округ № 11
12. Емельянов, Владимир Васильевич — Горно-Октябрьский избирательный округ № 12
13. Шураков, Александр Васильевич — Мало-Алма-Атинский избирательный округ № 13
14. Важник, Яков Яковлевич — Мало-Станичный избирательный округ № 14

## Алма-Атинская область
1. Мининберг, Вульф Абрамович — Ново-Троицкий избирательный округ № 15
2. Стройков, Александр Петрович — Чуйский избирательный округ № 16
3. Еспаев, Ермекбай — Курдайский избирательный округ № 17
4. Лободин, Василий Андреевич — Каракунузский избирательный округ № 18
5. Абдрахманова, Алиман — Балхашский избирательный округ № 19
6. Шабанов, Алексей Васильевич — Красногорский избирательный округ № 20
7. Джабаев, Джамбул — Кастекский избирательный округ № 21
8. Тулемисов, Шакир — Каскеленский избирательный округ № 22
9. Баймишев, Шажабек — Талгарский избирательный округ № 23
10. Кеншенбаев, Бейсембай — Илийский избирательный округ № 24
11. Шарипов, Садык Шарипович — Энбекши-Казахский избирательный округ № 25
12. Джунусбаева, Базиеш — Тургенский избирательный округ № 26
13. Орунтаев, Султан — Чиликский избирательный округ № 27
14. Жайсанбаев, Нургали — Кегенский избирательный округ № 28
15. Саттарова, Салимам Искендировна — Подгорненский избирательный округ № 29
16. Амриев, Абдугали — Октябрьский избирательный округ № 30
17. Ашыкбаев, Нурасыл — Джаркентский избирательный округ № 31
18. Бажиков, Ашим — Сары-Озекский избирательный округ № 32
19. Турченко, Архип Петрович — Кугалинский избирательный округ № 33
20. Филиппов, Константин Иванович — Аягузский избирательный округ № 34
21. Казыханова, Раукен — Аягузский сельский избирательный округ № 35
22. Астахов, Василий Максимович — Урджарский избирательный округ № 36
23. Добролюбов, Степан Алексеевич — Маканчинский избирательный округ № 37
24. Карпов, Александр Хрисанфович — Алакульский избирательный округ № 38
25. Гарагаш, Александр Дементьевич — Саркандский избирательный округ № 39
26. Ткаченко, Михаил Игнатьевич — Черкасский избирательный округ № 40
27. Щербаков, Пётр Васильевич — Андреевский избирательный округ № 41
28. Абдрахманов, Джумабек — Аксуйский избирательный округ № 42
29. Джумагулов, Усман Галиевич — Матайский избирательный округ № 43
30. Ержанова, Макен — Бурлютюбинский избирательный округ № 44
31. Ерастов, Константин Васильевич — Каратальский избирательный округ № 45
32. Кожамуратов, Исхак — Кировский избирательный округ № 46
33. Крухмалев, Семён Степанович — Дзержинский избирательный округ № 47
34. Баранов, Игнатий Андреевич — 1-й Талды-Курганский избирательный округ № 48
35. Доскожанова, Нурипа — 2-й Талды-Курганский избирательный округ № 49

## Карагандинская область
1. Молотов — Карагандинский избирательный округ
2. Умурзаков, Нурбапа — Кировский избирательный округ
3. Сериков Ш. — Горбачевский избирательный округ Сериков, Шаймаган ?
4. Боженок Е. Г. — Ново-Тихоновский избирательный округ
5. Баянов С. — Пришахтинский избирательный округ
6. Тютляев Л. Н. — Май-Кудукский избирательный округ
7. Садовников Н. П. — Карагандинский Сталинский избирательный округ
8. Шишкин А. С. — Избирательный округ Караганда-Сортировочная
9. Нурмагамбетов К. — Каргрэссовский избирательный округ
10. Радищев М. А. — Прибалхашский избирательный округ
11. Зворыгин М. А. — Бертысский избирательный округ
12. Косымбаев Алшынбек — Коунрадский избирательный округ
13. Сафин А. — Карсакпайский избирательный округ
14. Оспанова А. — Жана-Аркинский избирательный округ
15. Токбергенов Базыл (Фазыл) — Четский избирательный округ
16. Есенжолов К. — Акмолинский Городской избирательный округ
17. Конакпаев Ж. — Акмолинский ж.д. избирательный округ
18. Казакпаев А. — Боз-Айгирский избирательный округ
19. Мухамедьяров Р. — Кургальджинский избирательный округ
20. Кравченко К. Д. — Новочеркасский избирательный округ
21. Чуланов Г. — Вишневский избирательный округ
22. Мустафин Б. — Еркеншиликский избирательный округ
23. Жакупбекова Б. — Нуринский избирательный округ
24. Аскаров Ж. — Каркаралинский избирательный округ Аскаров, Юсуп ?
25. Рахимов А. — Ворошиловский избирательный округ
26. Кондратенко А. П. — Осакаровский избирательный округ
27. Пономаренко А. И. — Тельманский избирательный округ

## Восточно-Казахстанская область
1. Ежов, Николай Иванович — Семипалатинский Ежовский избирательный округ
2. Дауленов С. — Семипалатинский Центральный избирательный округ
3. Исабеков Б. — Семипалатинский Турксибовский избирательный округ
4. Рванцев Ф. З. — Семипалатинский Городской избирательный округ
5. Едильбаев О. — Семипалатинский Калининский избирательный округ
6. Комар Л. Н. — Семипалатинский Куйбышевский избирательный округ
7. Ефанова К. С. — Жана-Семейский избирательный округ
8. Осташева Н. С. — Бельагачский Куйбышевский избирательный округ
9. Столбоушкин Л. Ф. — Ново-Шульбинский избирательный округ
10. Ветлугин А. Г. — Шемонаихинский избирательный округ
11. Терентьев Д. Г. — Авроринский избирательный округ
12. Курмангалиев О. — Убинский избирательный округ
13. Бондарь Е. С. — Предгорненский избирательный округ
14. Давыдков Н. И. — Белоусовский избирательный округ
15. Клименко П. В. — Кировский избирательный округ
16. Чурилова Т. А. — Устькаменогорский избирательный округ
17. Чувашев В. М. — Заульбинский избирательный округ
18. Клименко И. Е. — Ульбастроевский избирательный округ
19. Ставицкий Л. Л. — Риддерский Промышленный избирательный округ
20. Хласов Б. — Риддерский Городской избирательный округ
21. Ундасынов Н. — Чапаевский избирательный округ
22. Доценко Л. А. — Зыряновский избирательный округ
23. Постолов И. П. — Сталинский избирательный округ
24. Туембаев Н. — Бухтарминский избирательный округ
25. Скаков К. — Б-Нарымский избирательный округ Скаков, Каирбек?
26. Желнович И. И. — Ново-Березовский избирательный округ
27. Чирков Б. Н. — Катон-Карагайский избирательный округ (Чирков, Борис Николаевич?)
28. Мантеев С. — Маркакульский избирательный округ
29. Уразов И. И. — Калжирский избирательный округ
30. Акимов К. А. — Зайсанский избирательный округ
31. Сулейменова Ж. — Тарбагатайский избирательный округ
32. Абдильдина К. — Аксуатский избирательный округ
33. Курпебаев Ж. — Кокпектинский избирательный округ
34. Сарыкпаев С. — Камышинский избирательный округ
35. Кусков Х. И. — Курчумский избирательный округ
36. Кужеков А. — Самарский избирательный округ
37. Абдыкаримова З. — Уланский избирательный округ
38. Джунусов К. — Жарминский избирательный округ
39. Тектенев М. — Чарский избирательный округ
40. Бурин А. — Чингистауский избирательный округ

## Павлодарская область
1. Колмогоров Г. И. — Павлодарский Городской избирательный округ
2. Шередеко Ф. И. — Павлодарский Сельский избирательный округ
3. Еремина Н. А. — Кагановичевский избирательный округ
4. Умбетжанова З. Ж. — Семиярский избирательный округ
5. Морозов Я. Е. — Бескарагайский избирательный округ
6. Коток Г. С. — Цюрупинский избирательный округ
7. Коротаева Е. Е. — Лозовский избирательный округ
8. Джумасеитов У. — Максимо-Горьковский избирательный округ
9. Салыков К. С. — Урлютюпский избирательный округ
10. Платонов А. М. — Иртышский избирательный округ
11. Раисова Х. — Куйбышевский избирательный округ
12. Кенжебаев Ш. — Баян-Аульский избирательный округ

## Северо-Казахстанская область
1. Утегенов С. — Рузаевский избирательный округ
2. Жанкабаев С. — Володарский избирательный округ
3. Салыков А. — Айртауский избирательный округ
4. Бондарь П. Г. — Артык-Балыкский избирательный округ
5. Иванов Ф. С. — Молотовский избирательный округ
6. Самарина А. П. — Сандыктауский избирательный округ
7. Пидопригора М. Ф. — Атбасарский избирательный округ
8. Козтаева З. — Есильский избирательный округ
9. Жусупов А. — Зерендинский избирательный округ Жусупов, Абжан Суйкумбаевич?
10. Кучеренко П. Ф. — Калининский избирательный округ
11. Суботович П. А. — Сталинский избирательный округ
12. Панов П. С. — Алексеевский избирательный округ Панов, Павел Сергеевич?
13. Козлов В. Н. — Шортандинский избирательный округ Козлов, Виктор Николаевич (партийный деятель)?
14. Лазарев М. Н. — Макинский избирательный округ
15. Повстенко К. П. — Вознесенский избирательный округ
16. Баишев Р. — Степнякский избирательный округ
17. Есимов А. — Энбекшильдерский избирательный округ
18. Мусинов Н. — Дмитриевский избирательный округ
19. Боголюбов Н. С. — Щучинский избирательный округ
20. Сарсенбаев С. — Кокшетауский Городской избирательный округ
21. Бейсенбаева Ш. — Кокшетауский Сельский избирательный округ
22. Бунаков З. А. — Келлеровский избирательный округ
23. Вовкова М. П. — Красноармейский избирательный округ
24. Клобук К. В. — Больше-Изюмовский избирательный округ
25. Федеренко А. Н. — Блюхеровский избирательный округ
26. Мусайбеков Е. — Кзыл-Тусский избирательный округ
27. Смирнов П. Л. — Булаевский избирательный округ Смирнов, Павел Леонтьевич?
28. Волков П. Ф. — Чистовский избирательный округ
29. Падалкина А. А. — Полуденский избирательный округ
30. Даулбаев А. — Киялинский избирательный округ
31. Ажибаев Ш. — Бейнеткорский избирательный округ
32. Рудаков А. Ф. — П-Павловский Центральный избирательный округ
33. Розанова А. И. — П-Павловский Городской избирательный округ
34. Гришин И. И. — П-Павловский Подгорный избирательный округ
35. Бозжанов Н. — П-Павловский Промышленный избирательный округ
36. Маматов А. В. — П-Павловский Железнодорожный избирательный округ
37. Шеренгин И. Г. — П-Павловский Сельский избирательный округ
38. Юрова М. И. — Соколовский избирательный округ
39. Грузинцев В. И. — Мамлютский избирательный округ
40. Долгушева М. Д. — Ленинский избирательный округ
41. Грищенко П. Г. — Тарангульский избирательный округ
42. Тележкин Н. В. — Приишимский избирательный округ
43. Дасымов Е. — Пресновский избирательный округ
44. Дмухайло Н. И. — Май-Балыкский избирательный округ
45. Мусин У. — Тонкерейский избирательный округ

## Южно-Казахстанская область
1. Тюлебаев, Рахимбай — Меркенский избирательный округ № 50
2. Евневич, Константин Васильевич — Костоганский избирательный округ № 51
3. Битегенова, Баршын — Луговской избирательный округ № 52
4. Дидарбекова, Наужан — Свердловский избирательный округ № 53
5. Ботантаев, Камал — Сахаро-Заводской избирательный округ № 54
6. Мастюков, Сергей Иванович — Железнодорожный избирательный округ № 55
7. Нечаев, Никита Александрович — Джамбуловско-Новогородской избирательный округ № 56
8. Бученко, Петр Васильевич — Джамбуловско-Старогородской избирательный округ № 57
9. Джалпанова, Онласын — Джамбулский сельский избирательный округ № 58
10. Запорожец, Мария Денисовна — Джувалинский избирательный округ № 59
11. Уразбаева, Айнаш — Таласский избирательный округ № 60
12. Баишев, Сактаган — Тюлькубасский избирательный округ № 61
13. Тюлепбекова, Айдаркуль — Балыкчинский избирательный округ № 62
14. Исакова, Жамал — Сайрамский избирательный округ № 63
15. Кириллов, Дмитрий Дмитриевич (депутат) — Карабулакский избирательный округ № 64
16. Клушев, Устемир — Ленгеровский избирательный округ № 65
17. Володзько, Павел Васильевич — Георгиевский избирательный округ № 66
18. Переводкин, Виктор Афанасьевич — Чимкентский избирательный округ № 67
19. Уразалиев, Байтурсун — Чимкентско-Дзержинский избирательный округ № 68
20. Лазоренко, Александр Андреевич — Чимкентский-Турксибовский избирательный округ № 69
21. Алимбаев, Ордабек — Калининский-Заводской избирательный округ № 70
22. Бучацкий, Исаак Иванович — Чимкентский сельский избирательный округ № 71
23. Муржуков, Курмангали — Каратасский избирательный округ № 72
24. Джурунтаев, Джандарбек — Арысский избирательный округ № 73
25. Мурзашев, Нурмат — Чубаровский избирательный округ № 74
26. Буров, Василий Васильевич — Задарьинский избирательный округ № 75
27. Баирбекова, Зубайра — Шаульдерский избирательный округ № 76 kk:Зүбайра Байырбекова
28. Рыбкина, Татьяна Семеновна — Келесский избирательный округ № 77
29. Мамутбаев, Абдулла — Беш-Кубурский избирательный округ № 78 kk:Абдолла Мамытбаев
30. Сатбаев, Абды — Капланбекский избирательный округ № 79
31. Халова, Умур — Бостандыкский избирательный округ № 80
32. Байзаков, Джура — Кзылкентский избирательный округ № 81
33. Дакенов, Калыбек — Пахта-Аральский избирательный округ № 82
34. Абенова, Знура — Первомайский избирательный округ № 83
35. Орлов, Александр Семенович — Ильичевский избирательный округ № 84
36. Таджибаев, Амиржан Юсупович — Кзыл-Кумский избирательный округ № 85
37. Урманова, Ибагуль — Туркестанский избирательный округ № 86
38. Бейдалиев, Ортай — Туркестанский железнодорожный избирательный округ № 87
39. Назаров, Каликул — Ачисайский избирательный округ № 88
40. Юсупов, Исмаил Абдурасулович — Чернакский избирательный округ № 89
41. Кистауов, Ахметбек Мухамедьярович — Сузакский избирательный округ № 90
42. Альжанов, Шамшильда — Сарысуйский избирательный округ № 91
43. Джумадилова, Кызбала — Чаяновский избирательный округ № 92

## Кзыл-Ординская область
1. Бабкин, Николай Ефимович — Аральский-городской избирательный округ № 93
2. Есбамбетова, Улдай — Аральский избирательный округ № 94
3. Рыскалов, Бахит — Камышлы-Башский избирательный округ № 95
4. Колесников, Виктор Георгиевич — Ново-Казалинский избирательный округ № 96
5. Марсельский, Георгий Семёнович — Казалинский-городской избирательный округ № 97
6. Абдрахманов, Халик Валиевич — Казалинский-сельский избирательный округ № 98
7. Изтелеуова, Аймкуль — Джалагашский избирательный округ № 99
8. Утепов, Каныбек[2] — Первый Кармакчинский избирательный округ № 100
9. Хегай, Хак Пон — Второй Кармакчинский избирательный округ № 101
10. Еримбетов, Ильяс — Терень-Узякский избирательный округ № 102
11. Уполхожаев, Сергазы — Кзыл-Ординский избирательный округ № 103
12. Нурмагамбетов, Садык Хусаинович — Придарьинский избирательный округ № 104
13. Сабиров, Хапан — Сыр-Дарьинский избирательный округ № 105
14. Босанова, Малике — Чиилинский избирательный округ № 106
15. Ермагамбетова, Шекер — Яны-Курганский избирательный округ № 107

## Актюбинская область
1. Климентьев, Иван Семёнович — Актюбинский городской избирательный округ № 108
2. Глухов, Владимир Иванович — Ленинский железнодорожный избирательный округ № 109
3. Оразов, Токен — Актюбинский сельский избирательный округ № 110
4. Титов, Пётр Лаврентьевич — Степной избирательный округ № 111
5. Заворитько, Андрей Михайлович — Андреевский избирательный округ № 112
6. Махин, Прокофий Тарасович — Мартукский избирательный округ № 113
7. Кручинин, Яков Ефимович — Алгинский избирательный округ № 114
8. Алиева, Меруерт — Ключевской избирательный округ № 115
9. Толебаев, Муса — Уильский избирательный округ № 116
10. Ержанова, Талшин — Темирский избирательный округ № 117
11. Шонгалов, Торехан — Табынский избирательный округ № 118
12. Королёв, Михаил Сергеевич — Хобдинский избирательный округ № 119
13. Барбусинов, Айтжан — Джурунский избирательный округ № 120
14. Айтыгулов, Сары — Котыртасский избирательный округ № 121
15. Айтмагамбетов, Жубатхан — Челкарский избирательный округ № 122
16. Сайко, Николай Кириллович — Новороссийский избирательный округ № 123
17. Батыров, Байзак — Карабутакский избирательный округ № 124
18. Куанышева, Зулхия Каскырбаевна — Иргизский избирательный округ № 125

## Западно-Казахстанская область
1. Ермукатова, Калида Айткуловна — Пугачевский избирательный округ № 126
2. Трефилов, Александр Фёдорович — Советский избирательный округ № 127
3. Пазиков, Хабир Мухарамович — Уральский Заводский избирательный округ № 128
4. Никишова, Анна Михайловна — Уральский сельский избирательный округ № 129
5. Гончаренко, Андрей Матвеевич — Приуральный избирательный округ № 130
6. Наумова, Лукерья Григорьевна — Теректинский избирательный округ № 131
7. Орехов, Пётр Григорьевич — Бурлинский избирательный округ № 132
8. Похилько, Николай Павлович — Чингирлавский избирательный округ № 133
9. Бекжанов, Мурзахмет Джексенгалиевич — Джамбейтинский избирательный округ № 134
10. Тенизбаев, Амирбек — Каратюбинский избирательный округ № 135
11. Абатов, Магзом — Лбищенский избирательный округ № 136
12. Воробьёв, Никон Дмитриевич — Каменский избирательный округ № 137
13. Узликов, Андрей Петрович — Шиповский избирательный округ № 138
14. Сарсенов, Сисенбай — Тайпакский избирательный округ № 139
15. Муратов, Казина — Фурмановский избирательный округ № 140)
16. Лукьянец, Иван Куприянович — Казталовский избирательный округ № 141
17. Валиев, Бахтыгали — Джаныбекский избирательный округ № 142
18. Чагиров, Баймухамед — Урдинский избирательный округ № 143
19. Доценко, Илья Алексеевич — Азгирский избирательный округ № 144
20. Умирзаков, Токсеит — Джангалинский избирательный округ № 145

## Гурьевская область
1. Кузнецов, Андрей Евграфович — № 146 Центральный-Гурьевский избирательный округ № 146
2. Байманов, Калдыбай — Гурьевский-Эмбинский избирательный округ № 147
3. Габдулова, Кадиша — Кагановический избирательный округ № 148
4. Бакраев, Амир — Денгизский избирательный округ № 149 kk:Әмір Бақыраев
5. Каляев, Джаксыгали — Приморский избирательный округ № 150
6. Елеусинова, Сапура — Забурунный избирательный округ № 151
7. Тастайбеков, Хайруш — Баксайско-Приуральный избирательный округ № 152
8. Утебаев, Сафи Утебаевич — Баксайский избирательный округ № 153
9. Туралиев, Узакпай — Мангистауский избирательный округ № 154
10. Байузаков, Хасен — Бузачинский избирательный округ № 155
11. Михайлов, Анатолий Александрович — Испульский избирательный округ № 156
12. Абишев, Шайхи — Жилокосинский избирательный округ № 157
13. Курманалиев, Исмагамбет — Макатский избирательный округ № 158

## Кустанайская область
1. Дуйсенбин, Аубакир — Амангельдинский избирательный округ № 159
2. Джангелдин, Али-бей — Тургайский избирательный округ № 160
3. Жумабеков, Дузен — Семиозерный избирательный округ № 161
4. Гирикова, Дарья Ивановна — Убаганский избирательный округ № 162
5. Зеленцов, Илья Дмитриевич — Орджонокидзевский избирательный округ № 163
6. Жакупов, Хажкей — Жетыгаринский избирательный округ № 164
7. Туебаев, Нургужа — Карабалыкский избирательный округ № 165
8. Миронов, Степан Антиохович — Федоровский избирательный округ № 166
9. Клевцур, Григорий Фомич — Молотовский избирательный округ № 167
10. Михеева, Агния Гавриловна — Кустанайский городской избирательный округ № 168
11. Бисопанов, Мамекбай — Кустанайско-Кагановический избирательный округ № 169
12. Ващенко, Владимир Захарович — Кустанайский сельский избирательный округ № 170
13. Тюрин, Михаил Ефимович — Затобольский избирательный округ № 171
14. Жилгельдин, Хасен — Мендыгаринский избирательный округ № 172
15. Тюшевский, Роман Иванович — Долбушинский избирательный округ № 173
16. Набойченко, Степан Борисович — Пресногорьковский избирательный округ № 174
17. Тубин, Жусуп — Тарановский избирательный округ № 175
18. Иванов, Григорий Касьянович — Урицкий избирательный округ № 176